# Haut-du-Them-Château-Lambert
Haut-du-Them-Château-Lambert és un municipi francès, situat al departament de l'Alt Saona i a la regió de Borgonya - Franc Comtat. L'any 2018 tenia 438 habitants.

## Demografia
El 2007 la població era de 512 persones. Hi havia 208 famílies, de les quals 64 eren unipersonals.
El 2007 hi havia 328 habitatges, 220 eren l'habitatge principal, 92 eren segones residències i 16 estaven desocupats.

## Economia
El 2007 la població en edat de treballar era de 317 persones de les quals 228 eren actives.
El 2007 hi havia empresa extractiva, una empresa alimentària, 5 d'empreses de fabricació d'altres productes industrials, 7 d'empreses de construcció, 2 d'empreses de comerç i reparació d'automòbils, 3 d'empreses d'hostatgeria i restauració, una empresa financera, 4 d'empreses immobiliàries, 3 d'empreses de serveis…".
Hi havia el 2009, una botiga de menys de 120 m² i una botiga de mobles.
L'any 2000 hi havia deu explotacions agrícoles.